# Achtung, fertig, Charlie!
Achtung, fertig, Charlie! ist eine Schweizer Filmkomödie des Regisseurs Mike Eschmann aus dem Jahr 2003. Der Film über die Rekrutenschule war zeitweise die erfolgreichste Schweizer Produktion seit Die Schweizermacher von 1978. Nach dem Erfolg in der Schweiz lief er auch in den USA, in Grossbritannien, in Russland und in Deutschland. Der französische Titel lautet À vos marques, prêts, Charlie!, der englische Ready, steady, Charlie!.

## Handlung
Gerade bevor Antonio Carrera seiner Braut Laura Moretti die ewige Treue schwören kann, kommen zwei Polizisten in die Kirche und verkünden der versammelten Verwandtschaft aus Sizilien und der Schweiz, dass Carrera dem Marschbefehl nicht Folge geleistet hat und sofort in die Rekrutenschule gebracht wird.
Doch Carrera möchte zurück zu Laura. So schmieden Carrera und Rekrut Weber, sein einziger Vertrauter, einen Plan mit nur einem Ziel: Carrera muss erreichen, dass er aus der Rekrutenschule geworfen wird. Weber entdeckt, dass Rekrut Michelle Bluntschi die uneheliche Tochter des Hauptmannes Reiker ist. Der Plan B(luntschi) lautet wie folgt: Carrera soll mit Bluntschi ins Bett, da Sex in militärischen Anlagen verboten ist. Sie erhoffen sich dadurch, dass Carrera aus dem Dienst entlassen wird, jedoch geht der Plan nicht wie gedacht auf.
Zunächst sieht es nicht danach aus, dass Carrera und Bluntschi trotz Bemühungen von seiner Seite miteinander warm werden, doch als er ihr unter seinem Namen sein Gewehr überlässt, damit sie ihren Wunsch, bewaffneten Dienst zu leisten, erfüllen kann und er dafür in eine Arrestzelle muss, bricht das Eis. Sie schlafen in der Kasernenküche miteinander, jedoch taucht beim Besuchstag völlig unangemeldet Laura auf, worauf Bluntschi eifersüchtig wird. Beim nachfolgenden Treffen petzen Carreras Kameraden seiner Verlobten den Plan B(luntschi). Laura ruft ihren Vater an, welcher sofort seine sizilianische Verwandtschaft auf den Plan ruft. Bei der Feldübung Füsiliere vs. Grenadiere kommt es zur Konfrontation. Laura und die Verwandtschaft taucht auf, just gerade als sich Carrera und Bluntschi wieder angenähert haben. Schliesslich schiesst einer der Sizilianer auf Carrera, doch Bluntschi fängt die Kugel ab. Beim nachfolgenden Gerangel verliebt sich Laura in Carreras Kamerad Philipp Schaffner. Am Ende heiraten Laura und Schaffner, die mittlerweile schwangere Bluntschi und Carrera bleiben der Zeremonie jedoch fern.

## Hintergrund
Die Produktion wurde anfangs vom Eidgenössischen Departement für Verteidigung, Bevölkerungsschutz und Sport (VBS) unterstützt, später aber wegen der aus der Sicht des VBS unrealistischen, komischen Darstellung der Rekrutenschule kritisiert.

## Fortsetzung
Im Juni 2011 wurde zum Zehnjahresjubiläum des Films 2013 die Fortsetzung des Films unter dem Titel Achtung, fertig, WK! angekündigt. Regie führte Oliver Rihs, das Drehbuch stammt aus der Feder von Güzin Kar. Der Film hatte am 24. Oktober 2013 seinen Kinostart in der Schweiz.